# Захаркін Іван Григорович

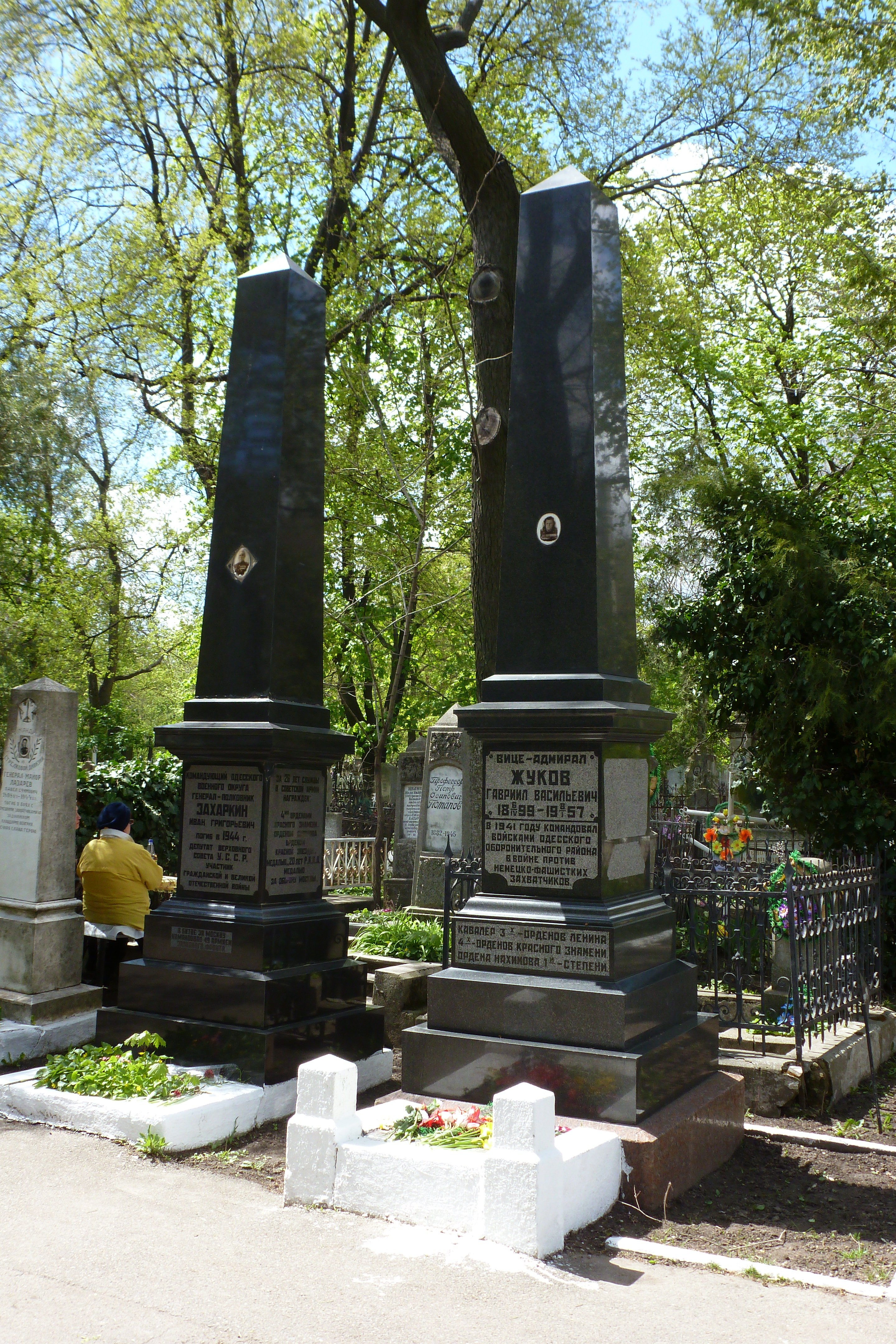
Могили генерал-полковника Івана Захаркіна і віце-адмірала Гаврила Жукова на Другому Християнському кладовищі в Одесі

Іва́н Григо́рович Заха́ркін (27 січня 1889 , Тюріноd, Шацький повітd, Рязанська губернія, Російська імперія  — 15 жовтня 1944 , Одеса ) — радянський військовий діяч, генерал-полковник (1943), командувач військ Одеського військового округу. Депутат Верховної Ради УРСР 1-го скликання.

## Біографія
Народився 25 січня 1889 року в селянській родині в селі Тюрино, тепер Шацького району Рязанської області, Росія. У російській імператорській армії з 1910 року, служив рядовим і старшим унтер-офіцером, після демобілізації в травні 1914 року працював робітником у місті Новочеркаську.
У серпні 1914 року мобілізований у діючу армію. Учасник Першої світової війни на Південно-Західному фронті в Галичині. Служив на посаді старшого унтер-офіцера піхотного полку. У жовтні 1914 року був поранений, нагороджений Георгіївським хрестом 4-го ступеня. У 1915 році, перебуваючи в госпіталі (Брянська губернія) після поранення, здав екстерном повний курс реального училища, після чого був зарахований в 3-тю Московську школу прапорщиків, яку закінчив у травні 1916 року. З червня 1916 до лютого 1918 року воював на Південно-Західному фронті на посадах молодшого офіцера взводу і роти, потім — начальника кулеметної команди. У лютому 1918 року направлений до Москви як представник свого полку. Член РКП(б) з 1918 року.
У Червоній армії з 1918 року. У роки громадянської війни воював на Південному фронті: командир батальйону, полку, бригади. У листопаді 1918 року був поранений і вибув з фронту. З 1920 року був у розпорядженні Вищої ради народного господарства РРФСР.
У 1921 році закінчив Військову академію РСЧА. Служив начальником оперативного управління штабу Вітебського району, начальником оперативного відділу штабу Північно-Кавказького військового округу, начальником штабу 15-го стрілецького корпусу, командиром 66-го стрілецького полку, начальником відділу бойової підготовки штабу Приволзького військового округу, начальником піхотної школи в місті Ульяновську.
У 1930 році закінчив курси партполітпідготовки командирів-одноначальників при Військово-політичній академії. З квітня 1930 року — командир і комісар 64-ї стрілецької дивізії, з листопада 1931 року — викладач Військової академії імені Фрунзе.
З липня 1937 року — начальник штабу Київського військового округу. З травня 1938 року — начальник штабу Харківського військового округу.
26 червня 1938 року був обраний депутатом Верховної Ради УРСР першого скликання по Петропавлівській виборчій окрузі № 217 Дніпропетровської області.
З липня 1938 року по серпень 1941 року — заступник командувача військ Московського військового округу.
У 1939 році брав участь у Польському поході Червоної армії на посаді командувача 10-ї армії.
Під час німецько-радянській війні з 15 серпня 1941 року — командувач військ 43-ї армії Резервного фронту. З 20 серпня 1941 року — командувач військ 49-ї армії Резервного фронту (з 3 жовтня — у складі Західного фронту). З червня 1943 року — заступник командувача військ Центрального, з 20 жовтня 1943 року — Білоруського фронту.
З 23 березня 1944 року — командувач військ Одеського військового округу, розташованого у прифронтовій зоні. 15 жовтня 1944 року загинув під Одесою в автомобільній катастрофі. Похований в Одесі, на 2-му Християнському кладовищі.

## Звання
- комбриг (5.12.1935)
- комдив (17.02.1938)
- комкор (9.02.1939)
- генерал-лейтенант (4.06.1940)
- генерал-полковник (18.09.1943)

## Нагороди
- чотири ордени Червоного Прапора (1934, 1941, 1942, 1943)
- орден Суворова II ступеня(1944)
- орден Червоної Зірки (1938)
- медаль «XX років РСЧА» (1938)
- медаль «За оборону Москви»(1944)
- Георгіївський хрест 4-го ступеня (1915)